# Costalissoio
Costalissoio (Costlisëgn in ladino) è una frazione del comune di Santo Stefano di Cadore, in provincia di Belluno.
Gli ultimi aggiornamenti demografici (gennaio 2008) riportano una popolazione pari a 288 persone, stabilmente presenti in paese.

## Geografia fisica

### Territorio
Il paese si sviluppa sulla costa sud est del Monte Zovo, a quota 1.249 m s.l.m., circondato dalle Alpi Carniche (secondo la classificazione SOIUSA).

### Clima
Il clima prevede estati fresche e inverni rigidi e nevosi, anche se meno freddi che nel fondo valle.
Il periodo di innevamento si protrae dai primi di dicembre ai primi di aprile. Primavera ed autunno sono solitamente fresche ed abbastanza piovose. L'orientamento prevalentemente a sud del paese lo rende soleggiato sia in estate che in inverno.

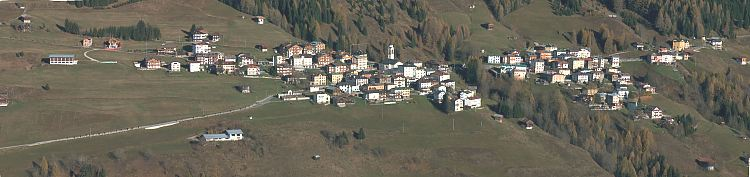
Vista di Costalissoio da Danta di Cadore

## Origini del nome
Il toponimo Costalissoio, in ladino Costlisëgn, viene citato nel 1278 come villa de Costalixoio e nel 1281 come Costalisono. Vi si ravvisa il termine lissa con il significato di "pendio ripido" e anche "canale per portare a valle fieno o legname".

## Storia

### L'incendio del 1884
Le cronache raccontano di un incendio che scoppiò il 15 gennaio del 1884, verso mezzogiorno, in prossimità della chiesa del paese. Si può ipotizzare che la fonte di innesco fosse stata una favilla del fuoco preparato dalle massaie per la liscivia. La giornata ventosa e le case in legno fecero il resto. Il conto dei danni fu drammatico: 70 case distrutte e più di 400 persone ridotte alla miseria. Il paese venne poi lentamente ricostruito adottando soluzioni tecnologiche più sicure, come muri in sassi.

## Monumenti e luoghi d'interesse

### Chiesa parrocchiale
La chiesa parrocchiale di Costalissoio (diocesi di Belluno-Feltre) è dedicata alla SS. Trinità, ed è ubicata sul fronte ovest dell'omonima piazza. Il primo edificio ospitante la chiesa fu realizzato nel 1548. Nel 1847 iniziarono i lavori per la realizzazione della chiesa attuale, ultimati solo nel 1853. La nuova chiesa, realizzata su progetto dell'architetto Giuseppe Segusini in stile neoclassico, fu consacrata dal vescovo Giovanni Renier nel 1858. All'interno si possono ammirare le seguenti opere:
- pala presso l'Altare Maggiore: copia di Giambattista Vicari da Valle di Cadore della Strage dei S.S. Innocenti di Bonifacio de' Pitati, 1550;
- affreschi di Giovanni Zanzotto (padre del più noto Andrea) da Treviso, 1928;[4][5]
- quadri della Via Crucis presso gli Altari laterali;
- tela raffigurante il Cristo Sofferente, di Luigi Regianini;
- tela raffigurante la Madonna Signora della Pace, di Luigi Regianini, 2005;
- tela raffigurante la Madonna del Patrocinio, autore ignoto.

L'attuale pavimentazione della chiesa risale al 1953.
Il campanile, realizzato su progetto dell'ing. A. Pante da Feltre, risale al 1860.
Alcune note, infine, sul cimitero. Il primo fu realizzato nel 1790 (in un'area attualmente denominata "Cimitero Antico"), mentre il secondo, l'attuale, risale al 1857. Quest'ultimo è attualmente sottoposto ad opere di bonifica per la realizzazione di un angolo panoramico.

### Monumento ai Caduti
In Piazza SS. Trinità, la principale piazza del paese, è presente una statua rappresentate la Patria. La scultura è stata realizzata da Augusto Murer. L'opera, dedicata ai caduti di Costalissoio, è stata inaugurata il 6 novembre 1955. Presenta tre altorilievi:
- Madre e Caduto
- Cristo tra i Caduti
- Soldato e Commilitone ferito

All'inaugurazione del 1955 erano presenti, tra gli altri, il vescovo Gioacchino Muccin e personalità locali quali il comm. Giovanni Fontana e don Aurelio Frezza.

## Società

### Evoluzione demografica
Si riportano di seguito alcuni dati ufficiosi relativi alla popolazione stabilmente presente in paese.
- 1900: 620 abitanti
- 1961: 496 ab.
- 2000: 297 ab. (148 donne, 149 uomini)
- 2002: 299 ab. (142 donne 157 uomini)
- 2004: 296 ab. (142 donne, 154 uomini)
- 2005: 299 ab. (146 donne, 153 uomini)
- 2006: 284 ab. (142 donne, 142 uomini)
- 2008: 288 ab. (141 donne, 147 uomini)

### Lingue e dialetti
A Costalissoio, così come negli altri paesi del Comelico (alto Cadore) si parla una variante del ladino, con cadenze più chiuse rispetto al ladino più tipicamente cadorino.

## Cultura

### Eventi
15 agosto - festa di Maria Assunta
Ha particolare valore affettivo la statua della Beata Vergine conservata nella chiesa del paese e portata in solenne processione ogni 15 agosto. Venne infatti acquistata grazie ad una donazione da parte delle numerose donne del paese che negli anni '30 prestavano servizio presso le famiglie benestanti di Milano. In quest'occasione si svolge una processione lungo tutte le strade principali del paese, con l'occasione abbellite con fantasiosi altarini, fiori ed altri addobbi.
2/3 novembre - Festa di Ognissanti
La festa dei Santi a Santo Stefano di Cadore ha origini antichissime (1200-1300). Inizialmente fiera di animali e merci, dava quindi la possibilità ai valligiani di vendere i capi di bestiame e fare provviste di vestiario per tutto l'anno. Attualmente vengono allestite circa 200 bancarelle richiamando migliaia di visitatori provenienti non solo dal Comelico, ma anche dal centro Cadore, dalla Carnia e dalla vicina Val Pusteria.

### Gastronomia
Le tradizioni culinarie del paese ricalcano in linea di massima quelli che sono gli elementi tradizionali della cucina tipica del territorio alpino bellunese: salumi, pane, formaggi, minestroni, stufati e carne. Una cucina sobria, semplice, ma non per questo povera e priva di gusto. Degna di nota è la produzione dei noti biscotti Sartorelli”(biscotti alle mandorle, con nocciole, cioccolato ed uvetta) ad opera dell'omonimo forno a conduzione familiare, distribuiti a livello nazionale ed internazionale.

### Musei
Presso gli ex locali dell'ufficio Postale, dall'agosto del 2004, è aperto il Museo d'Arte "Regianini" che espone alcune opere rappresentative di Luigi Regianini.

## Economia
Le principali risorse del paese e del territorio dell'alto Comelico sono il turismo e l'industria dell'occhiale, del legno (ora in forte flessione) e l'edilizia.
L'occupazione locale trova significativo sbocco anche nella vicina Val Pusteria, nei settori alberghiero e turistico in genere, nell'industria delle carni insaccate e nella produzione e distribuzione di dolci tipici, infine nell'ediliza.
Significativo per il paese, più in passato che ai giorni nostri, è l'apporto economico derivato 
dall'uso delle malghe. Più precisamente, la Regola di Costalissoio può sfruttare, tra l'altro, la struttura alpina denominata Malga Campobon (in ladino Ciambon) in Val Visdende. La malga attuale, realizzata nella metà del 1930, ospita circa 170 capi di bestiame (dati aggiornati all'anno 2000), provenienti dalla vicina Carnia e da alcuni capi ancora presenti in paese. Nel caseificio di Campobon veniva lavorato il latte ricavandone formaggio, burro e ricotta, acquistabile in loco. Attualmente (anno 2008) la malga ospita circa 70 capi di bestiame giovane (non da latte) sempre di provenienza carnica.
Altra realtà, sempre in Val Visdende ma a fondo valle, è la Casera Pra Marino, costruita nel 1800. Furono gli squeri (squadratori delle travature) a realizzarla. Fu ristrutturata nel 1965 a cura della Latteria Sociale di Costalissoio con il contributo statale per l'agricoltura e dalla Regola. Fino alla costruzione della succitata Malga Campobom (quindi anni 1920-1935), era l'alpeggio per le mucche da latte del paese. Trasformata dagli anni sessanta in agriturismo, ora è in affitto ad un'azienda agricola che continua l'attiva commerciale.
Infine, la cosiddetta Casa del Boscaiolo, costruita tra il 1800 e il 1900 con una parte del legname proveniente dalla demolizione della Casera dei Bettina, acquistata dalla Regola e ubicata poco lontano. Inizialmente venne usata come luogo di abitazione per gli abitanti che in Val Visdende svolgevano lavori boschivi o di altro genere per conto della Regola. Negli anni '60 è stata ristrutturata con il rifacimento del tetto e della scala, e la realizzazione del bagno con acqua corrente potabile. Oggi la struttura viene usata dai compaesani per serate sociali.

## Amministrazione
Come in quasi tutti i paesi del Comelico (e più in generale, del Cadore), anche a Costalissoio è presente una Regola, cioè un istituto di proprietà collettive (terre da pascolo e porzioni di foresta) con competenze extra-istituzionali.